# Battenheim
Battenheim là một xã thuộc tỉnh Haut-Rhin trong vùng Grand Est, đông bắc Pháp.